# Бернулли, Иоганн
Иога́нн Берну́лли (нем. Johann Bernoulli, 27 июля (6 августа) 1667, Базель — 1 января 1748, Базель) — швейцарский математик, механик, врач и филолог-классицист, самый знаменитый представитель семейства Бернулли, младший брат Якоба Бернулли, отец Даниила и Николая Бернулли.
Один из первых разработчиков математического анализа, после смерти Ньютона — лидер европейских математиков. Учитель Эйлера.
Иностранный член Парижской (1699), Берлинской (1701), Петербургской (1725; почётный член) академий наук, а также член Лондонского Королевского общества (1712).

## Биография
Иоганн стал магистром (искусств) в 18 лет, перешёл на изучение медицины, но одновременно увлёкся математикой (хотя медицину не бросил, по окончании университета всю жизнь занимался врачебной практикой). Вместе с братом Якобом изучает первые статьи Лейбница о методах дифференциального и интегрального исчисления, начинает собственные глубокие исследования.
1691: будучи во Франции, пропагандирует новое исчисление, создав первую парижскую школу анализа. По возвращении в Швейцарию переписывается со своим учеником маркизом де Лопиталем, которому оставил содержательный конспект нового учения из двух частей: исчисление бесконечно малых и интегральное исчисление.
В качестве концептуальной основы действий с бесконечно малыми Иоганн сформулировал в начале лекций три постулата (первая попытка обоснования анализа):
1. Величина, уменьшенная или увеличенная на бесконечно малую величину, не уменьшается и не увеличивается.
2. Всякая кривая линия состоит из бесконечно многих прямых, которые сами бесконечно малы.
3. Фигура, заключенная между двумя ординатами, разностью абсцисс и бесконечно малым куском любой кривой, рассматривается как параллелограмм.

Позже Лопиталь при издании своего учебника отбросил 3-й постулат как излишний, вытекающий из первых.
В этом же 1691 году появился первый печатный труд Иоганна в Acta Eruditorum: он нашёл уравнение «цепной линии» (из-за отсутствия в то время показательной функции построение выполнялось через логарифмическую функцию). Одновременно подробное исследование кривой дали Лейбниц и Гюйгенс.
1692: получено классическое выражение для радиуса кривизны кривой.
1693: подключился к переписке брата с Лейбницем.
1694: защитил докторскую диссертацию по медицине, женился. У него родились 5 сыновей и 4 дочери. В ответ на письмо Лопиталя сообщает ему метод раскрытия неопределённостей, известный сейчас как «правило Лопиталя».
Печатает в Acta Eruditorum статью «Общий способ построения всех дифференциальных уравнений первого порядка». Здесь появились выражения «порядок уравнения» и «разделение переменных» — последним термином Иоганн пользовался ещё в своих парижских лекциях. Выражая сомнение в сводимости любого уравнения к виду с разделяющимися переменными, Иоганн предлагает для уравнений первого порядка общий прием построения всех интегральных кривых при помощи изоклин в определяемом уравнением поле направлений.
1695: По рекомендации Гюйгенса становится профессором математики в Гронингене.
1696: Лопиталь выпускает в Париже под своим именем первый в истории учебник по математическому анализу: «Анализ бесконечно малых для исследования кривых линий» (на французском языке), в основу которого была положена первая часть конспекта Бернулли.
Значение этой книги для распространения нового учения трудно переоценить — не только потому, что она была первой, но и благодаря ясному изложению, прекрасному слогу, обилию примеров. Как и конспект Бернулли, учебник Лопиталя содержал множество приложений; собственно, они занимали львиную долю книги — 95 %.
Практически весь изложенный Лопиталем материал был почерпнут из работ Лейбница и Иоганна Бернулли (авторство которых в общей форме было признано в предисловии). Кое-что, впрочем, Лопиталь добавил и из своих собственных находок в области решения дифференциальных уравнений.
Объяснение этой необычной ситуации — в материальных затруднениях Иоганна после женитьбы
. Двумя годами ранее, в письме от 17 марта 1694 г. Лопиталь предложил Иоганну ежегодную пенсию в 300 ливров, с обещанием затем её повысить, при условии, что Иоганн возьмет на себя разработку интересующих его вопросов и будет сообщать ему, и только ему, свои новые открытия, а также никому не пошлёт копии своих сочинений, оставленных в своё время у Лопиталя.
Этот тайный контракт пунктуально соблюдался два года, до издания книги Лопиталя. Позднее Иоганн Бернулли — сначала в письмах к друзьям, а после смерти Лопиталя (1704) и в печати — стал защищать свои авторские права.
Книга Бернулли — Лопиталя имела оглушительный успех у самой широкой публики, выдержала четыре издания (последнее — в 1781 году), обросла комментариями, была даже (1730) переведена на английский, с заменой терминологии на ньютоновскую (дифференциалов на флюксии и т. п.). В Англии первый общий учебник по анализу вышел только в 1706 г. (Диттон).
1696: Иоганн публикует задачу о брахистохроне: найти форму кривой, по которой материальная точка быстрее всего скатится из одной заданной точки в другую. Ещё Галилей размышлял на эту тему, но ошибочно полагал, что брахистохрона — дуга окружности.
Это была первая в истории вариационная задача динамики, и математики с ней блестяще справились. Иоганн сформулировал задачу в письме Лейбницу, который тотчас её решил и посоветовал выставить на конкурс. Тогда Иоганн опубликовал её в Acta Eruditorum. На конкурс пришли три решения, все верные: от Лопиталя, Якоба Бернулли и (анонимно опубликовано в Лондоне без доказательства) от Ньютона. Кривая оказалась циклоидой. Своё собственное решение Иоганн тоже опубликовал.
1699: вместе с Якобом избран иностранным членом Парижской Академии наук.
1702: совместно с Лейбницем открыл приём разложения рациональных дробей (под интегралом) на сумму простейших.
1705: вернулся в Базельский университет, профессором греческого языка. Восемь раз был избран деканом факультета философии, и дважды — ректором университета. Сразу после смерти брата Якоба (1705) Иоганн был приглашён на его кафедру в Базеле и занимал её до самой смерти (1748). Незадолго до кончины он опубликовал свою переписку с Лейбницем, представляющую огромный исторический интерес.
Другие научные заслуги: Иоганн Бернулли поставил классическую задачу о геодезических линиях и нашёл характерное геометрическое свойство этих линий, а позднее вывел их дифференциальное уравнение. В 1743 году опубликована монография «Гидравлика», где при исследовании успешно применяется закон сохранения энергии (живой силы, как тогда говорили). Он воспитал множество учеников, среди которых — Эйлер, Даниил Бернулли и Николас де Бегелин.
К его портрету Вольтер написал четверостишие:

Его ум видел истину,
Его сердце познало справедливость.
Он — гордость Швейцарии
И всего человечества.
Оригинальный текст (фр.)
Son esprit vit la vérité,

Et son coeur connut la justice;

Il a fait 1'honneur de la Suisse,

Et celui de l'humanité. 
— Источник: Pour le portrait de Jean Bernoulli
В честь Якоба и Иоганна Бернулли назван кратер на Луне.

## Труды в русском переводе
- Бернулли И. Избранные сочинения по механике. М.-Л.: Главная редакция технико-теоретической литературы, 1937. — 297 с.